# Khailar
Khailar é uma vila no distrito de Jhansi, no estado indiano de Uttar Pradesh.

## Geografia
Khailar está localizada a 25° 21′ N, 78° 32′ L. Tem uma altitude média de 317 metros (1040 pés).

## Demografia
Segundo o censo de 2001, Khailar tinha uma população de 12,343 habitantes. Os indivíduos do sexo masculino constituem 53% da população e os do sexo feminino 47%. Khailar tem uma taxa de literacia de 71%, superior à média nacional de 59.5%: a literacia no sexo masculino é de 78% e no sexo feminino é de 63%. Em Khailar, 12% da população está abaixo dos 6 anos de idade.